# 九七式自動砲
九七式自動砲（きゅうななしきじどうほう）は、1930年代中後期に開発・採用された大日本帝国陸軍の対戦車ライフル。

## 概要
1935年（昭和10年）から、歩兵中隊に随伴して対戦車戦闘を行う軽量な火器として、十三粍（13mm）手動銃（威力不足により後に開発中止）と共に二十粍（20mm）自動砲の開発が開始された。1937年（昭和12年、皇紀2597年）7月21日付けの陸機密第九二号をもって研究方針が改正され、九七式自動砲として審査が開始された。同時期に研究のためにスイスのゾロターン S-18/100を入手し、審査に用いていた。九七式自動砲の開発は1938年（昭和13年）2月にほぼ完了し、同年10月に仮制式制定を上申したが、協議の結果、本砲の重量が歩兵中隊用としては過大であることから制式制定は当分の間見送り、とりあえず一部の歩兵大隊の機関銃中隊等に装備させることとして同年中に生産を開始した。本砲は弾薬の装填および排莢が自動で行なわれる半自動式のため、「自動砲」なる新しい名称が与えられた。
貫徹能力に関しては諸説あるが、垂直に着弾した場合射程220mで30mm、420mで25mm、700mでも20mmの鋼板を貫通させることが出来たとされる。歩兵砲の一種として、擲弾筒のような曲射兵器では攻撃しづらい目標（トーチカの銃眼など）を攻撃する役割も担っており、榴弾も用意されていた。
本砲の基本的な機構は九八式高射機関砲と共通しているが、陸軍歩兵学校編『九七式自動砲取扱上の参考』（昭和18年）の「総説」第二項に「砲ノ後座ニ依リ單發起動子擊發機ニ作用シテ（中略）引鉄ヲ引ク每ニ（中略）次發ノ弾薬筒ヲ裝塡及發射シ自動的ニ之ヲ復行セシメ得ルモノトス」と説明されているように、半自動式であった。反動は砲口制退器と駐退器の作用、さらに砲が遥架上を後座することによって減衰される。全備重量は約60kg（弾倉と防盾・防盾托座を含まず）で砲自体も巨大であり、効率的な運用のためには1門当たり兵10名前後（分隊）が必要だった。対戦車ライフルとしては高級な設計であり、本砲の価格は当時6,400円。三八式歩兵銃が77円であることと比較するといかに高価であったかがうかがえる。

## 生産と配備
1938年10月、陸軍技術本部は本砲を九七式自動砲として制定上申したが、陸軍省は参謀本部と協議の結果、当初の予定重量40kgを20kg弱上回ったため通常の歩兵中隊の編成に含めることは問題であると判断し、一部歩兵大隊の機関銃中隊に装備させることとして、同年から小倉陸軍造兵廠で生産を開始した。昭和13年度50門、同14年度250門、同15年度450門を生産したが、1941年（昭和16年）度は12月までに300門を生産した後、貫徹能力の不足が指摘されて生産を停止した。その後1943年（昭和18年）1月から8月まで日本特殊鋼株式会社で約100門を追加生産した。総生産量は約1,200門。。
生産数がそれほど多くないため、当初の配備先は満州所在の優良装備部隊が中心であった。太平洋戦争（大東亜戦争）中にはこれらの部隊が南方方面へ転用されたため各地で使用された。なお、帝国陸軍の落下傘部隊（空挺部隊）である挺進部隊も本砲を装備しており、同部隊の訓練の模様を記録した1942年（昭和17年）公開の映画『空の神兵』では、落下傘降下後の戦闘演習の際に登場している。

## 実戦
自動砲小隊は歩兵大隊の大隊砲（九二式歩兵砲）中隊内に設けられる。通常は4個小隊編制で、1個小隊は自動砲2門（2個分隊）を保有する。4個小隊であるのは歩兵1個大隊中に歩兵4個中隊があるためで、歩兵1個中隊につき自動砲1個小隊を配属することが可能である。大隊砲中隊内に置かれていることから、歩兵1個中隊に全自動砲小隊を集中配属することも可能である。
初期の実戦例として1939年（昭和14年）のノモンハン事件で少数が使用されある程度の威力を発揮した。特に装甲車には絶対的な攻撃力を示した。ソ連軍側の資料には、日本軍の20mm機関銃と記述されているが、ノモンハンで日本軍が20mm機関銃（機関砲）装備の部隊を配備した記録はなく、構造上類似しているこの九七式自動砲によるものだと考えられる。なおノモンハンでは停戦後の9月19日時点で1門の鹵獲が確認されている。
第二次世界大戦後期に入り連合軍戦車の装甲が強化され、対戦車ライフルというカテゴリそのものが陳腐化していくことになり、九七式自動砲も例外ではなく威力不足が目立つことになった。ただし前線の貴重な火力として、軽装甲の装甲兵員輸送車や敵陣地・トーチカといった目標を相手にするには依然有効だった。また対装甲威力の向上を狙って外装式の地雷擲弾（ジテ弾）も開発された。
一部には現地で全自動式に改造されたものが高射機関砲の代わりとして使用された事もある。歩兵操典において、地上部隊の脅威となる敵航空機に対しては専用の高射砲や高射機関砲を運用する高射砲兵・機関砲兵に限らず、野戦では歩兵も小銃・軽機関銃・重機関銃をもって全力で対空射撃（九九式短小銃#対空射撃）にあたるものとされていた事もあり、陸軍でも現地部隊が針金等を用いて製作する九七式自動砲用の高射用具の図面（応急案説明書）を作成していた。この高射用具は九二式重機関銃の照準環（高射照門）に類似した楕円形の照準環で、照門に括り付けるように取り付けて使用されたが、この応急案説明書では前述のフルオート射撃に付いての言及は無く、単発射撃により運用される事が想定されていたようである。なお、高射姿勢時には尾筒の復座不足に起因する不発が発生することがあり、注意が必要であった。
大口径の対戦車ライフルを対空火器に転用した例は他にも存在する。前述のように九八式高射機関砲は九七式自動砲同様にオチキス系のガス圧作動式機関砲で、転用ではないが構造的に類似したものである。外国でも同様に、前述のゾロターン S-18/1100対戦車銃をもとに高射機関砲化したドイツのFlak 30があり、フィンランドではラハティ L-39対戦車銃専用の連装高射銃架「Ilmatorjuntakivääri L-39/44（対航空機関銃 L-39/44）」が開発され、Il-2等の襲撃機対策として積極的に運用された。

## 使用弾薬
九七式曳光徹甲弾
被装甲目標射撃用の曳光徹甲弾であり、弾底部に曳光剤室を有する。弾頭重量162g、全長80mm、全備弾薬量332g。
九七式曳光徹甲弾代用弾
演習用の弾薬であり、九七式曳光徹甲弾と同様の弾道性能を有する。弾頭地金を棒鋼第三種あるいは第四種とし、外形、重量及び構造は九七式曳光徹甲弾と同一である。
九八式曳光榴弾
軟目標射撃用の曳光榴弾であり、弾頭内部に炸薬室、弾底部に曳光剤室を有する。九三式小瞬発雷管を使用。全備弾薬量306g。
九八式高射機関砲用の弾薬としても制式化されたが、のちに使用禁止になっている（九七式自動砲用の弾薬としては引き続き使用）。
空包
後にジテ弾の発射用にも使用された。
以上は「九七式自動砲取扱法の件」の「第五章 弾薬」41,42頁を参照した。なお、曳光榴弾を除き九八式高射機関砲とは使用弾薬に互換性がある。

## 派生型
ホ1 試製二十粍旋回機関砲
本砲をベースに旋回式の航空機関砲としたもの。
ホ3 試製二十粍固定機関砲
本砲をベースに固定式の航空機関砲としたもの。

## 注記
1. ↑  諸元は以下の資料に従った。
陸軍大臣畑俊六「九七式自動砲取扱法の件」アジア歴史資料センター(JACAR)、Ref.C01005117000、防衛省防衛研究所所蔵。
陸軍省副官川原直一「陸軍兵器公表諸元表規定の件」アジア歴史資料センター、Ref.C01005092500、防衛省防衛研究所所蔵。
2. ↑  後棍を装着すると2.30m。
3. ↑  九七式曳光徹甲弾の曳光距離は1,000m。
4. ↑  兵器局銃砲課「兵器調弁の件」アジア歴史資料センター、Ref.C01006768200、防衛省防衛研究所所蔵。
5. ↑  陸軍技術本部長久村種樹「ゾロターン社製20粍自動砲下付の件」アジア歴史資料センター、Ref.C01006866000、防衛省防衛研究所所蔵。
6. ↑  陸軍技術本部長久村種樹「九七式自動砲弾薬仮制式制定の件」アジア歴史資料センター、Ref.C01001742600、防衛省防衛研究所所蔵。
7. ↑  以上、本項は佐山二郎「日本陸軍の火砲　歩兵砲　対戦車砲　他」127頁による。
8. ↑  ロシア国立軍事文書館(RGVA) フォンドNo.32113（ハルハ河戦闘活動資料集）管理簿No.1 ファイルNo.6 リスト5～10。（コロミーエツ、136頁）
9. ↑  小橋、161頁
10. ↑  第一陸軍技術研究所「九七式自動砲高射用具応急案説明書」アジア歴史資料センター、Ref.A03032122000、国立公文書館所蔵
11. ↑  上資料、「第三篇 取扱上ノ注意」11,12頁、「八、高射ノ際ハ往ク尾筒復座不足ヲ生起スルコトアルヲ以テ･･･」「九、高射時ハ尾筒後座止ノ異常ノ有無ヲ点検スヘシ」
12. ↑  「九七式自動砲弾薬仮制式制定の件」7-8頁
13. ↑  「九七式自動砲弾薬仮制式制定の件」12頁
14. ↑  銃砲課「九八式高射機関砲弾薬九八式曳光榴弾使用禁止の件」アジア歴史資料センター、Ref.C01006014400、防衛省防衛研究所所蔵。

## 参考資料
- 小橋良夫 『日本の秘密兵器 陸軍篇』、学習研究社、2002年、ISBN 9784059011422
- マクシム・コロミーエツ『独ソ戦車戦シリーズ7　ノモンハン戦車戦　 ロシアの発掘資料から検証するソ連軍対関東軍の封印された戦い』小松徳仁（訳）、鈴木邦宏（監）、大日本絵画、2005年、ISBN 4499228883
- 佐山二郎「日本陸軍の火砲　歩兵砲　対戦車砲　他」 光人社文庫 2011年、ISBN 978-4-7698-2697-2